# ساندیپ و پینکی فرار می‌کنند
ساندیپ و پینکی فرار می‌کنند (به انگلیسی: Sandeep Aur Pinky Faraar) فیلمی محصول سال ۲۰۲۱ و به کارگردانی دیباکار بانرجی است. در این فیلم بازیگرانی همچون پرینیتی چوپرا، آرجون کاپور، جایدیپ اهلاوات، راغوبیر یاداو و نینا گوپتا ایفای نقش کرده‌اند.